# Clypeasteroida
De Clypeasteroida of zanddollars vormen een orde van zee-egels (Echinoidea) in de infraklasse Irregularia. De vertegenwoordigers van deze orde hebben als gezamenlijk kenmerk dat ze een plat skelet bezitten en dat ze voornamelijk op de zeebodem leven. Enkel de larven kunnen vrij "zwemmen".

## Bouw en voedsel
Als alle zee-egels, hebben zanddollars een skelet met vijf reeksen poriën. Deze zijn in een bloemblaadjespatroon gerangschikt. De poriën zijn de plekken waardoor de buisvoetjes van het watervaatstelsel naar buiten komen, waarmee het dier kan bewegen.
Een zanddollar bestaat uit een skelet (opgebouwd uit chitine en calcium), met daaromheen uiterst kleine stekels. Vele fijne trilharen bedekken deze stekels. Een zanddollar bezit geen echte mond. De buisvoetjes brengen het voedsel naar de voedselgroeven onderaan in het midden van het skelet. In het algemeen bestaat het voedsel uit plankton en organische deeltjes uit de zandige bodem, die ze in zich opnemen via kleine voedselgroeven.

## Leefgebied
De zanddollars leven onder de grens van gemiddeld laag water en meestal op zandige of modderige bodem. De stekels op de enigszins afgevlakte onderkant van het dier staan het toe om langzaam door het zand te kruipen of om een klein holletje of tunneltje te graven.
Op de bodem van de oceaan worden zanddollars in grotere aantallen gevonden. Dit komt doordat ze zachte bodems verkiezen boven rotsachtige.

## Voortplanting
Zanddollars hebben gescheiden geslachten en, zoals bij de meeste stekelhuidigen, worden de geslachtscellen (gameten) vrijgegeven in de waterkolom. De vrijzwemmende larven ondergaan gedaanteverwisselingen gedurende de vele groeistadia alvorens het skelet wordt gevormd. Als het skelet eenmaal is gevormd, zwemmen de dieren niet meer en blijven ze op de bodem.

## Naamgeving
De naam "zanddollar" is een verwijzing naar de ronde vlakke vorm van zowel het intacte dier als van het skelet, die gelijkt op een muntstuk. De zanddollar wordt daarom soms ook zeemuntje genoemd.

## Families
- Clypeasteroida incertae sedis
  - Conoclypidae Von Zittel, 1879 †
  - Faujasiidae Lambert, 1905 †
  - Oligopygidae Duncan, 1889 †
  - Plesiolampadidae Lambert, 1905 †
- Onderorde Clypeasterina L. Agassiz, 1835
  - Clypeasteridae L. Agassiz, 1835
  - Fossulasteridae Philip & Foster, 1971 †
  - Scutellinoididae Irwin, 1995 †
- Onderorde Scutellina Haeckel, 1896
  - Scutellinidae Pomel, 1888 †
  - Infraorde Laganiformes Desor, 1847
    - Echinocyamidae Lambert & Thiéry, 1914
    - Fibulariidae Gray, 1855
    - Laganidae Desor, 1858

  - Infraorde Scutelliformes Haeckel, 1896
    - Echinarachniidae Lambert, 1914
    - Eoscutellidae Durham, 1955 †
    - Protoscutellidae Durham, 1955 †
    - Rotulidae Gray, 1855
    - Taiwanasteridae Wang, 1984
    - Superfamilie Scutelloidea Gray, 1825
      - Abertellidae Durham, 1955 †
      - Astriclypeidae Stefanini, 1912
      - Dendrasteridae Lambert, 1900
      - Mellitidae Stefanini, 1912
      - Monophorasteridae Lahille, 1896 †
      - Scutasteridae Durham, 1955 †
      - Scutellidae Gray, 1825